# Le Fabuleux Noël du château de Maintenon
Le Fabuleux Noël du château de Maintenon est un spectacle retraçant depuis 2015 la vie de Madame de Maintenon, épouse secrète de Louis XIV et plus célèbre propriétaire du château de Maintenon. Créé par la société de production Polaris et animé par une communauté de 850  bénévoles, le spectacle se déroule lors de 4 week-ends en hiver au château de Maintenon. Le Fabuleux Noël du château de Maintenon a accueilli 85 000 spectateurs depuis sa création.

## Historique
Le Fabuleux Noël du château de Maintenon a été initié en 2015 par le conseil départemental d'Eure-et-Loir, gestionnaire du château de Maintenon, dans le cadre des commémorations du tricentenaire de la mort de Louis XIV. Pour la première édition, le spectacle, joué par 400 volontaires bénévoles, accueille 6.500 spectateurs lors d'un unique week-end de représentations. Depuis la deuxième édition, le spectacle s'est étendu à quatre week-ends, est animé par 850 volontaires bénévoles et accueille chaque année 20.000 spectateurs entre novembre et décembre. Le spectacle s'est imposé comme un événement majeur,, en Eure-et-Loir (en 2019, L'Écho Républicain indique que 15.000 places ont été vendues 48h après l'ouverture de la billetterie).

## Scénario
Le parcours du spectacle retrace les grands épisodes de la vie de Madame de Maintenon. Si, depuis leur création en 2015, les scènes font l'objet de réécriture régulière d'année en année, le scénario original a été sensiblement renouvelé lors de la cinquième édition (2019).[réf. souhaitée]
De 2015 à 2018, le circuit du spectacle comprenait également une scène témoignant de la rencontre entre Winston Churchill et l'Amiral Darlan qui avait installé le QG de l'Amirauté française à Maintenon entre 1939 et 1940. Celle-ci a été supprimée en 2019 pour permettre l'ajout de la scène des "Demoiselles de Saint-Cyr" à l'occasion des célébrations organisées dans le cadre du tricentenaire de la mort de Madame de Maintenon.

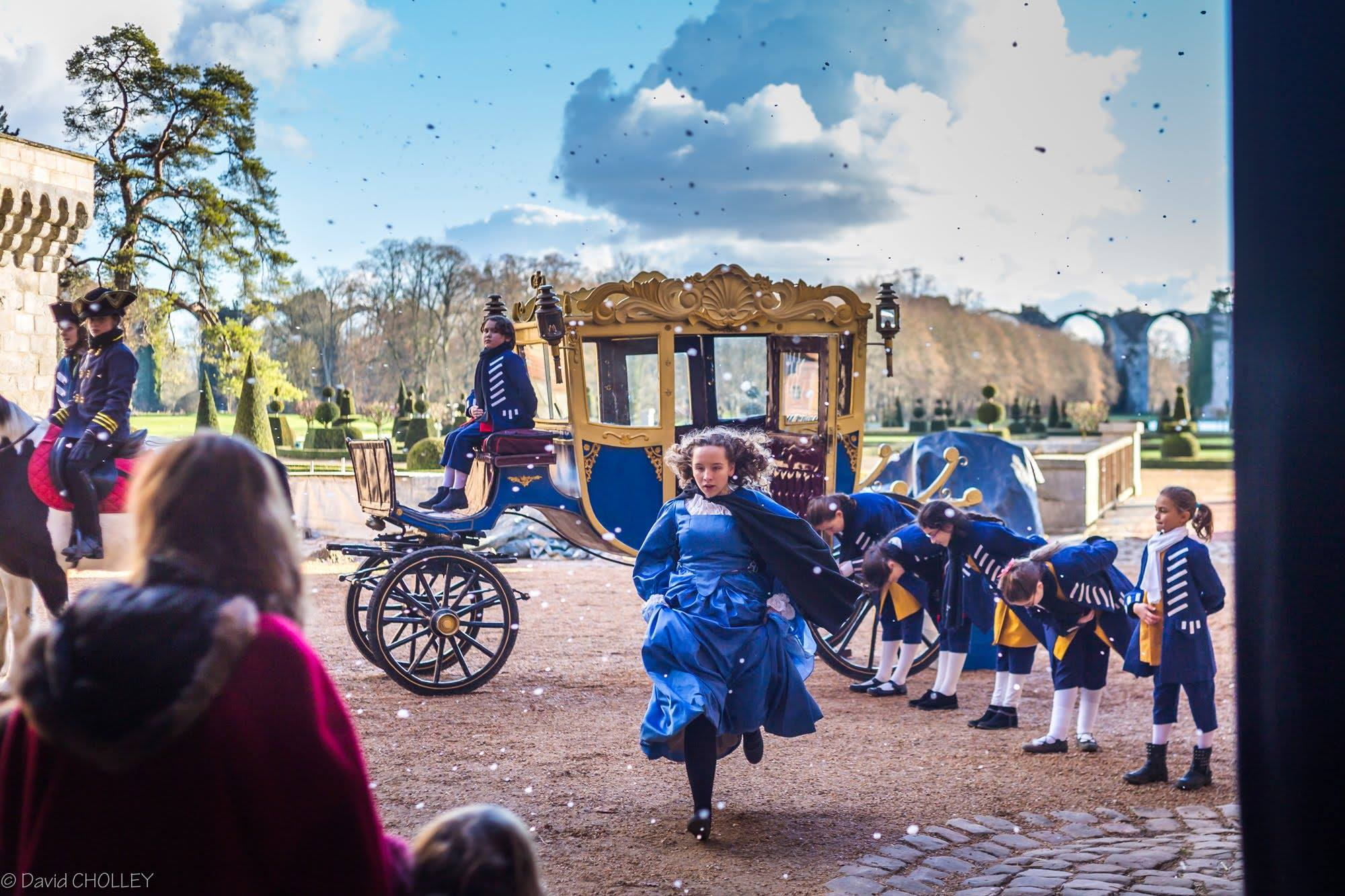
Scène du Porche.
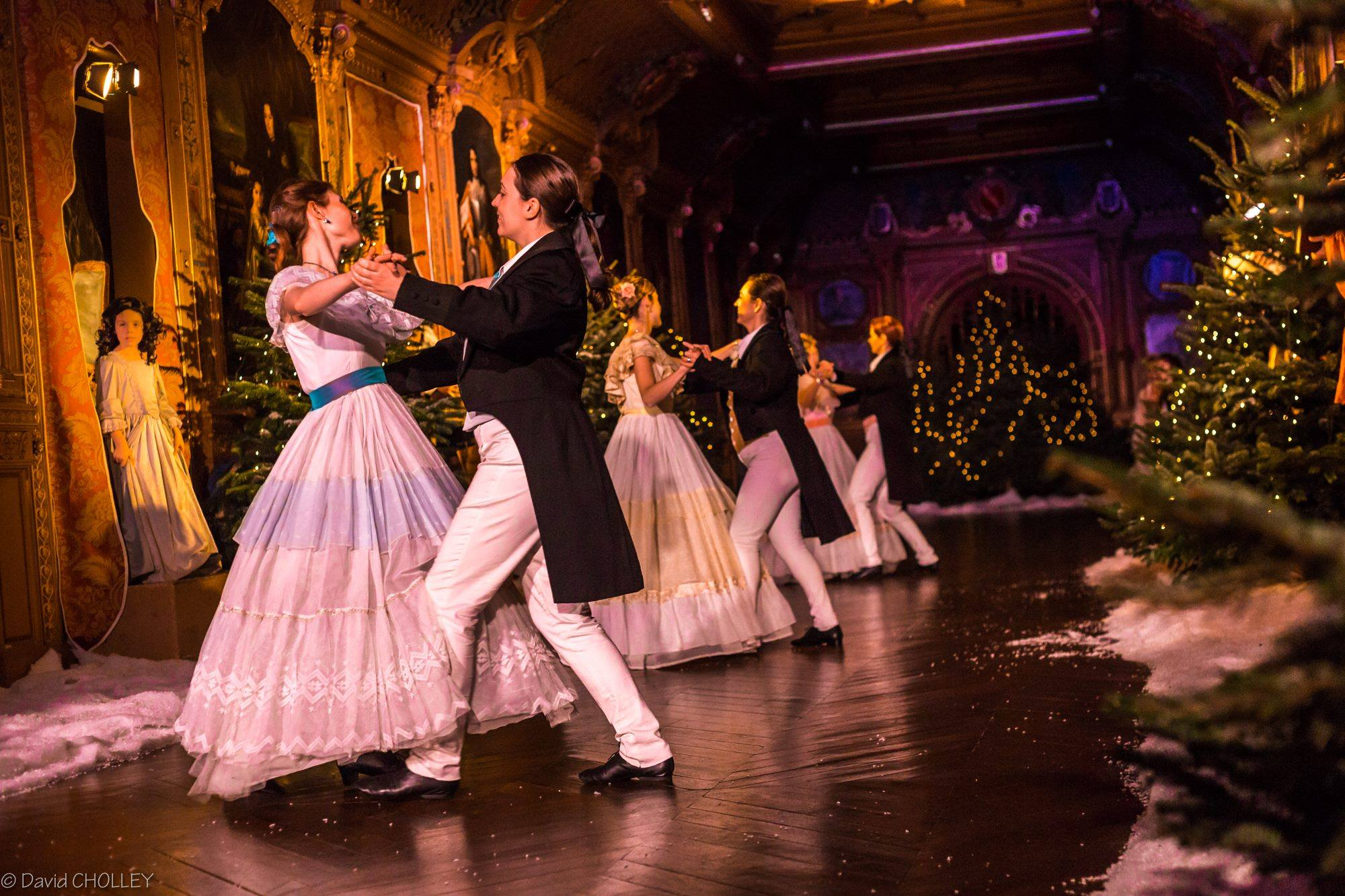
La Galerie des Portraits - Final du Corps de Ballet.
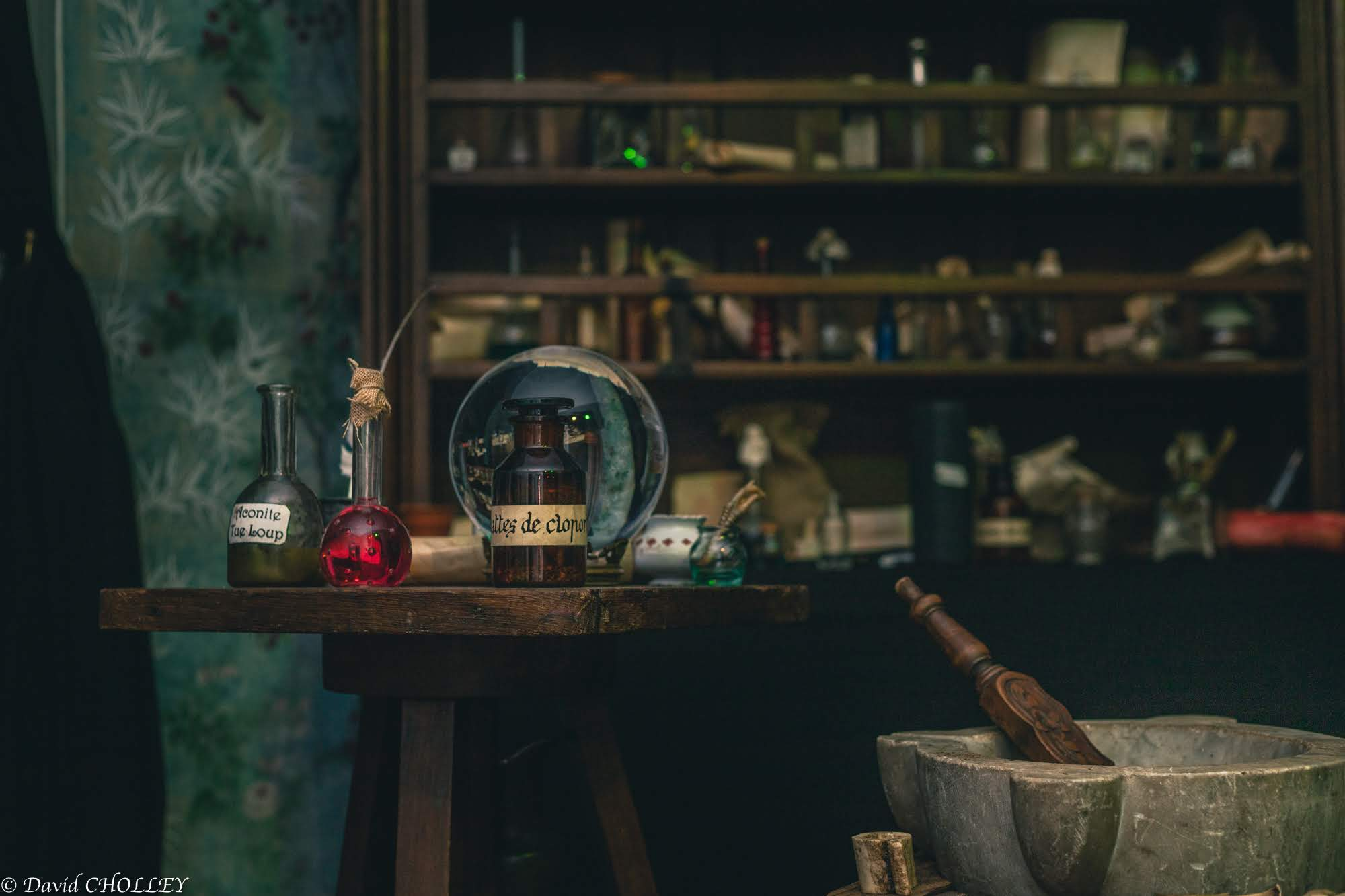
Décor du Cabinet des empoisonneuses.

## Fonctionnement du spectacle

### Création du spectacle
Le spectacle (scénario, mise en scène, décors...) est conçu et mis en œuvre par les équipes de Polaris, présidées par Charles Mollet (également auteur et metteur en scène du spectacle) et dirigées par Julie Gelugne (directrice générale).

### Volontaires
Le terme « volontaires » désigne les 850 bénévoles qui participent au spectacle du Fabuleux Noël du Château de Maintenon. Durant les 3 mois précédents les représentations, les volontaires peuvent suivre des ateliers de formation en théâtre, régie, costume, décors et accessoires, cavalerie, chant, ballet... leur permettant de participer activement à la création du spectacle.
Depuis 2017, Le Fabuleux Noël du Château de Maintenon accueille au sein de son programme "Première Classe" l'ensemble des jeunes de 13 à 18 ans participant au spectacle. Outre des ateliers de théâtre hebdomadaires, centrés sur la prise de parole en public, le programme propose aux jeunes une ouverture culturelle  ainsi qu'un accompagnement dans leur orientation professionnelle et de la découvertes de métiers.Ce programme est mise en place par Denis Colle et Jérôme Bretonniere. Désormais étendu aux autres spectacles produits par Polaris, le programme comptait en 2019 150 participants.

### Le monument
Le château de Maintenon appartient à la fondation Mansart et est géré par le conseil départemental d'Eure-et-Loir, qui a fait appel à Polaris pour la création du spectacle. A l'issue du succès de la première édition, Albéric de Montgolfier, alors président du conseil départemental d'Eure-et-Loir, affirmait : 
"C’est avec ce genre d’initiatives que nous continuerons à faire vivre notre patrimoine."
Le Fabuleux Noël du Château de Maintenon est également l'occasion pour les spectateurs de découvrir des salles du château habituellement fermées au public.

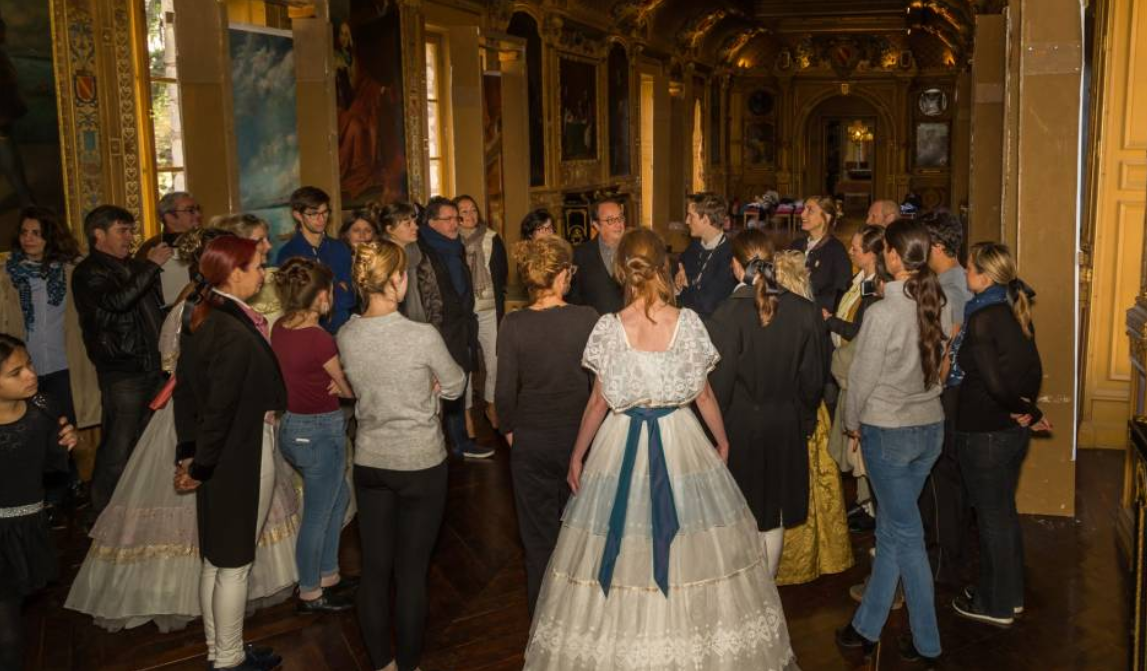
Visite de François Hollande dans les coulisses du spectacle (2017).

## Personnalités liées au spectacle
Depuis 2015, Stéphane Bern et Eve Ruggieri prêtent leurs voix au spectacle.
Stéphane Bern assure la narration de la scène du "Salon de Jeux".
Ève Ruggieri prête sa voix à Madame de Maintenon dans la scène du "Porche" et du "Salon de Scarron"

## Projets inspirés par spectacle
Le succès du Fabuleux Noël du Château de Maintenon a permis à la société de production Polaris de développer d'autres spectacles sur le même modèle, notamment dans différents sites gérés par le Centre des monuments nationaux : 
- La Grande Épopée au château de Châteaudun, depuis 2017, porté par 380 volontaires et retraçant l'épopée de Jehan de Dunois aux côtés de Jeanne d'Arc pour 7.000 spectateurs annuels. Lors de sa création, Philippe Bélaval, président du Centre des monuments nationaux applaudit le projet de valorisation sociale du patrimoine que permettent ces spectacles :

"Notre préoccupation première est [celle de la] démocratisation de l'accès à la culture. Cet énorme engouement (...) pour participer à ce spectacle, c'est formidable parce que ça montre qu'il y a un lien véritable entre le monument et la population."
- Les Parties de Campagne[16], multisite
- Le Grand Réveillon[17] au château de Champs-sur-Marne, depuis 2018, porté par 950 volontaires et entraînant les 22.000 spectateurs annuels dans le tourbillon des préparatifs du réveillon de Noël chez les Cahen d'Anvers à la fin du XIXe siècle, à la façon de Downton Abbey.
- Secret Défense[1]  au château de Rambouillet, prévu avec 650 volontaires pour 2020 et reporté à 2021[18] en raison de la pandémie de Covid-19, qui plonge le public dans les coulisses du sommet d’État ayant vu se réunir le Général de Gaulle et le président Eisenhower au château de Rambouillet en 1959[19]. Au lancement du projet, Edward de Lumley, directeur du développement culturel et des publics au sein du Centre des monuments nationaux, déclare :

« Avec ces spectacles immersifs, on recrée ce lien, on permet une réappropriation de ce lieu patrimonial [par] les habitants du territoire. Ils sont acteurs de la vie et du développement de ce lieu. » 